# Björn Cederberg
Pour les articles homonymes, voir Cederberg.
Björn Cederberg, né le 23 juillet 1937, est un copilote de rallye suédois. 

## Carrière
Après 6 courses en IMC de 1970 à 1972 (2 podiums (3e) avec son compatriote Lillebror Nasenius), il participe au WRC de 1973 (dont une course au RAC Rally avec Ove Andersson) à 1989, obtenant 23 podiums pour 63 départs (partagés entre Per Eklund (1973-1978) et Stig Blomqvist (1979-1989)).
Dès sa première sortie internationale avec Blomqvist, tous deux sont victorieux du rallye de Suède (le 18 février 1979).
Sa dernière sortie en WRC a lieu le 19 novembre 1989 à Nottingham pour le RAC Rally, à 52 ans.
Vainqueur de 10 rallyes en mondial, Björn Cederberg remporte par 4 fois celui de Suède. 

## Palmarès

### Titres
| Saison | Titre                                      | Voiture                              |
| ------ | ------------------------------------------ | ------------------------------------ |
| 1983   | Champion d'Angleterre des rallyes          | Audi quattro A1                      |
| 1984   | Champion du monde des copilotes de rallyes | Audi quattro A2 / Audi quattro Sport |

### Victoires en rallyes

#### Victoires en championnat de Suède des rallyes
- 1979, 1980 et 1982: South Swedish Rally.

#### Victoires en championnat d'Europe des rallyes
- 1980: Boucles de Spa
- 1983: Arnold Clark Scottish Rally.

#### Victoires en championnat du monde des rallyes (WRC)
| #  | Saison | Rallye                         | Pays             | Voiture                                          |
| -- | ------ | ------------------------------ | ---------------- | ------------------------------------------------ |
| 1  | 1976   | 26e Rallye de Suède            | Suède            | Saab 96 V4 (avec Per Eklund)                     |
| 2  | 1979   | 29e Rallye de Suède            | Suède            | Saab 99 Turbo (avec Stig Blomqvist, et suivants) |
| 3  | 1982   | 32e Rallye de Suède            | Suède            | Audi Quattro                                     |
| 4  | 1982   | 24e Rallye Sanremo             | Italie           | Audi Quattro                                     |
| 5  | 1983   | 39e Rallye de Grande-Bretagne  | Royaume-Uni      | Audi quattro A2                                  |
| 6  | 1984   | 34e Rallye de Suède            | Suède            | Audi quattro A2                                  |
| 7  | 1984   | 31e Rallye de l'Acropole       | Grèce            | Audi quattro A2                                  |
| 8  | 1984   | 14e Rallye de Nouvelle-Zélande | Nouvelle-Zélande | Audi quattro A2                                  |
| 9  | 1984   | 4e Rallye d'Argentine          | Argentine        | Audi quattro A2                                  |
| 10 | 1984   | 16e Rallye de Côte d'Ivoire    | Côte d'Ivoire    | Audi quattro Sport                               |